# Marathon van Turijn 2014
De marathon van Turijn 2014 vond plaats op zondag 16 november 2014 in Turijn. Het was de 28e editie van deze marathon.
De wedstrijd werd bij de mannen gewonnen door de Keniaan Samuel Rutto in een tijd van 2:10.00. In de eindsprint bleef hij zijn landgenoot Ernest Ngeno één seconde voor. Bij de vrouwen trok Esther Ndiema, eveneens uit Kenia aan het langste eind. Zij liep de 42,195 km in een tijd van 2:28.41 en had bij de finish een voorsprong van zeventien seconden op haar achtervolgster, de Italiaanse Anna Incerti.
In totaal finishten 3545 deelnemers de wedstrijd, waarvan 3042 mannen en 503 vrouwen.

## Wedstrijd
Mannen
| rang   | naam            | land | tijd    |
| ------ | --------------- | ---- | ------- |
| Goud   | Samuel Rutto    | KEN  | 2:10.00 |
| Zilver | Ernest Ngeno    | KEN  | 2:10.01 |
| Brons  | Titus Masai     | KEN  | 2:11.16 |
| 4      | Samson Kagia    | KEN  | 2:11.46 |
| 5      | Andrea Lalli    | ITA  | 2:12.48 |
| 6      | Paul Kiplangat  | KEN  | 2:18.35 |
| 7      | Simon Nueri     | KEN  | 2:22.01 |
| 8      | Rene Cuneaz     | ITA  | 2:22.49 |
| 9      | Yuri Vinogradoy | RUS  | 2:24.26 |
| 10     | Dario Rognoni   | ITA  | 2:24.48 |

Vrouwen
| rang   | naam              | land | tijd    |
| ------ | ----------------- | ---- | ------- |
| Goud   | Esther Ndiema     | KEN  | 2:28.41 |
| Zilver | Anna Incerti      | ITA  | 2:28.58 |
| Brons  | Debora Toniolo    | ITA  | 2:31.35 |
| 4      | Catherine Bertone | ITA  | 2:32.46 |
| 5      | Helena Kirop      | KEN  | 2:33.50 |
| 6      | Emma Quaglia      | ITA  | 2:33.52 |
| 7      | Laila Soufyane    | ITA  | 2:34.13 |
| 8      | Giovanna Volpato  | ITA  | 2:38.46 |
| 9      | Lily Luik         | EST  | 2:41.58 |
| 10     | Maria Righetti    | ITA  | 2:45.49 |

1974 ·
1975 ·
1976 ·
1977 ·
1978 ·
1979 ·
1980 ·
1981 ·
1982 ·
1983 ·
1984 ·
1985 ·
1986 ·
1987 ·
1988 ·
1989 ·
1990 ·
1991 ·
1992 ·
1993 ·
1994 ·
1995 ·
1996 ·
1997 ·
1998 ·
1999 ·
2000 ·
2001 ·
2002 ·
2003 ·
2004 ·
2005 ·
2006 ·
2007 ·
2008 ·
2009 ·
2010 ·
2011 ·
2012 ·
2013 ·
2014 ·
2015 ·
2016 ·
2017